# Petra Schwarz
Petra Schwarz, nascida Petra Ritter (Viena, 24 de maio de 1972) é uma ex-tenista profissional austríaca.